# Canoa/kayak agli XI Giochi del Mediterraneo
Il programma di canoa/kayak agli XI Giochi del Mediterraneo ha previsto 8 gare (4 di canoa e 4 di kayak), tutte maschili.

## Risultati

### Uomini
| Evento                  | Oro                                        | Perform. | Argento                               | Perform. | Bronzo                                      | Perform. |
| In acque libere - Canoa |                                            |          |                                       |          |                                             |          |
| K1 - 500 m              | Italia Antonio Rossi                       | 1.44.30  | Francia Sébastien Mayer               | 1.46.00  | Spagna Gregorio Vincente                    | 1.46.10  |
| K1 - 1000 m             | Italia Beniamino Bonomi                    | 3.41.10  | Francia Jean--François Briad          | 3.43.20  | Spagna Carlos Prendes                       | 3.44.80  |
| K2 - 500 m              | Spagna Juan-José Roman Juan-Manuel Sanchez | 1.35.10  | Italia Beniamino Bonomi Bruno Dreossi | 1.36.20  | Francia Philippe Aubertin Olivier Lasak     | 1.36.50  |
| K2 - 1000 m             | Spagna Juan-José Roman Juan-Manuel Sanchez | 3.20.70  | Italia Beniamino Bonomi Antonio Rossi | 3.21.40  | Francia Philippe Boccara Pascal Boucherit   | 3.27.20  |
| In acque libere - Kayak |                                            |          |                                       |          |                                             |          |
| C1 - 500 m              | Narciso Suarez                             | 1.59"10  | Pascal Sylvoz                         | 2.00"10  | Franco Lizzio                               | 2.02"00  |
| C1 - 1000 m             | Alfredo Bea                                | 4.07"00  | Pascal Sylvoz                         | 4.07"20  | Vlado Poslek                                | 4.14"50  |
| C2 - 500 m              | Francia Didier Hoyer Olivier Boivin        | 1.48"00  | Spagna Enrique Míguez Narciso Suarez  | 1.50"40  | Italia Luciano Parenti Marco Della Giustina | 1.50"70  |
| C2 - 1000 m             | Francia Didier Hoyer Olivier Boivin        | 3.40"60  | Spagna Pedro Areal Narcision Suarez   | 3.45"00  | Italia Luciano Parenti Marco Della Giustina | 3.54"60  |

## Medagliere
| Posizione | Paese      |   |   |   | Totale |
| --------- | ---------- | - | - | - | ------ |
| 1         | Spagna     | 4 | 2 | 2 | 8      |
| 2         | Francia    | 2 | 4 | 2 | 8      |
| 3         | Italia     | 2 | 2 | 3 | 7      |
| 4         | Jugoslavia | 0 | 0 | 1 | 1      |
| Totale    | Totale     | 8 | 8 | 8 | 24     |